# Корусте
Ко́русте (ест. Koruste küla) — село в Естонії, у волості Елва повіту Тартумаа.

## Населення
Чисельність населення на 31 грудня 2011 року становила 110 осіб.

## Географія
Через населений пункт проходить автошлях 52 (Вільянді — Ринґу).

## Історія
До 24 жовтня 2017 року село входило до складу волості Ринґу.